# Inframarginaalschild

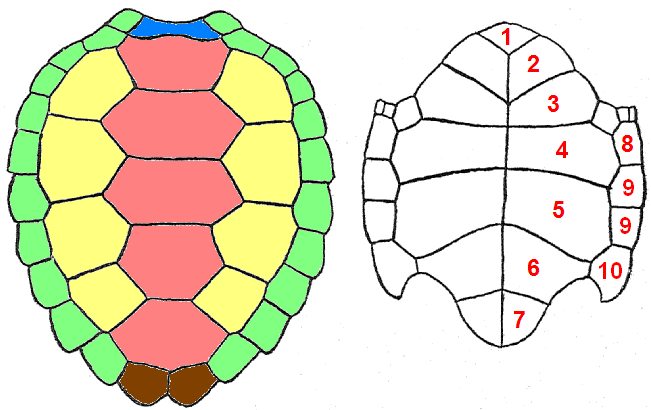
Hoornschilden van de soepschildpad (Chelonia mydas).

Het inframarginaalschild, ook wel tussenschild of inframarginale (mv:inframarginalia) is een van de typen hoornschilden aan het buikschild van een schildpad. Deze platen komen niet bij alle soorten voor, ze zijn gelegen tussen de schilden op de buikzijde en de marginaalschilden van de rugzijde of carapax. De naam is afgeleid van het Latijnse woorden infra en marginalis, dat vertaald kan worden als 'tussen de rand'
Op de afbeelding rechts zijn de inframarginaalschilden aangegeven met het cijfer 9.